# موریتس فان لوبن سیلز
موریتس فان لوبن سیلز (انگلیسی: Maurits van Löben Sels; ۱ مهٔ ۱۸۷۶ – ۴ اکتبر ۱۹۴۴) ورزشکار شمشیربازی اهل پادشاهی هلند بود.
وی در مسابقات کشوری و بین‌المللی در مجموع برندهٔ ۱ مدال برنز شده‌است.